# Communauté autiste
La communauté autiste est l'ensemble des personnes avec autisme, trouble envahissant du développement ou trouble du spectre de l'autisme, en particulier celles qui échangent et collaborent sur internet ou dans des associations. Le champ de recherches relatif à l'histoire de la communauté autiste étant récent, peu de publications se penchent sur la question de savoir pourquoi et comment l'autisme a perduré chez l'espèce humaine, probablement depuis la Préhistoire, sans être éliminé par la sélection naturelle. Une hypothèse serait qu'il puisse également apporter un avantage sélectif.
Les personnes autistes, représentant environ 1 % de la population mondiale, sont parfois décrites comme constituant une « minorité neurologique », en particulier dans le cadre du mouvement pour les droits des personnes autistes. Cette notion suscite également des controverses, en termes de communautarisme et de représentativité.

## Définition
La communauté autiste est parfois décrite, en particulier dans les pays anglo-saxons, comme une « minorité neurologique » ou une « minorité culturelle » : 

« [...] selon les estimations de prévalence actuelles, les personnes autistes constituent l'une des plus vastes minorités de la planète. »

— Steve Silberman, NeuroTribes.
Amy Nelson, fondatrice de l'association anglaise Aspies For Freedom (AFF), a rédigé et mis en ligne un communiqué de presse le 16 avril 2004 sur PRWeb, demandant que l'ONU reconnaisse la communauté autiste en tant que minorité. Cette revendication a été reprise par Autistic Minority International (AMI), une ONGI suisse fondée en 2013 pour obtenir la reconnaissance de la communauté autiste comme minorité culturelle, et une protection globale des personnes autistes contre les discriminations.
Ce type de revendication n'est pas partagé par toutes les personnes autistes, il existe en effet des positions radicales, et des modérées. Amanda Baggs a créé l′Autistic Liberation Front (ALF) en 2005 avec Laura Tisoncik pour « libérer la minorité autiste opprimée », entre autres en combattant la recherche d'un remède à l'autisme. En 2010, les associations françaises n'adoptaient pas ce type de discours.

## Histoire
Bien que sa caractérisation médicale soit récente, il est vraisemblable que l'autisme existe depuis très longtemps au sein des communautés humaines. 
L'archéologue Penny Spikins estime que, par des mécanismes sociaux, la différence autistique a progressivement été incorporée à partir de 160 000 ans dans le passé. Elle s'appuie sur des données en termes d'innovation, et d'efficacité dans les sphères technologiques et naturelles. Mary Temple Grandin, professeure elle-même autiste, pense que des inventions comme la lance à pointe en pierre ont probablement été l'œuvre de personnes peu intéressées par les relations sociales,. Le psychologue britannique Simon Baron-Cohen a postulé que l'autisme permette de développer des compétences d'ingénierie, ce qui aurait permis aux personnes autistes de rencontrer un certain succès au cours de l'histoire évolutive humaine. Trois chercheurs de l'université de Cambridge suggèrent que les personnes autistes de l'époque préhistorique ont apporté des idées et des compétences précieuses pour les communautés humaines, et donc que la cognition autiste puisse constituer un avantage sélectif, ce qui explique que l'autisme n'aie pas été éliminé par la sélection naturelle,. L'existence de l'autisme aurait ainsi joué « un rôle clé dans l'évolution ».
Comparant les points communs entre les dessins de l'enfant autiste non-verbale Nadia Chomyn, et des peintures rupestres, le psychologue Nicholas Humphrey postule (1998) qu'un biais cognitif pousse de nombreux chercheurs à imaginer que les artistes préhistoriques avaient un fonctionnement mental similaire au leur. Julia Kellman (université de l'Illinois) publie la même année à propos des nombreux points communs relevés entre peintures rupestres et dessins d'enfants autistes, soutenant l'hypothèse qu'une partie de ces artistes préhistoriques, en particulier ceux à l'origine des dessins de la grotte Chauvet, puissent être concernés par l'autisme.
La chercheuse Ammar Annus, de l'université de Tartu, postule que l'ascétisme mésopotamien était particulièrement bien adapté aux personnes autistes de l'époque, s'agissant d'un mode de vie sans contacts sociaux, incluant de nombreuses routines.
Plus récemment, le docteur en philosophie et sociologie Josef Schovanec a postulé, dans son ouvrage Nos intelligences multiples, que le succès de l'université allemande jusqu'au milieu du XXe siècle soit dû à la présence de nombreux chercheurs ayant des traits d'autisme, dont Mircea Eliade, cela ayant conduit à de nombreuses découvertes dans les domaines de l'épistémologie et de la philologie notamment.

## Mode de communication
Les échanges entre personnes de la communauté autiste s’effectuent le plus souvent sur internet et notamment sur les réseaux sociaux, car cela leur permet d'éviter certaines difficultés propres à la communication verbale.
Une analyse qualitative récente (2024) menée auprès de personnes autistes adultes conclut « que même si les médias sociaux étaient considérés comme une source d’information peu fiable, les participants ont trouvé des informations qui les ont aidés à en savoir plus sur leurs expériences et qui n’avaient pas été entièrement saisies par la majorité de la littérature de recherche actuelle et des sites de santé en ligne ». Cependant, ces réseaux ne permettent pas à la communauté autiste de dialoguer sereinement, car les personnes autistes y sont exposées à des propos hostiles. Une autre étude (2024) s'est intéressée à la teneur émotionnelle des messages postés sur les réseaux sociaux et liés à l'autisme : sur 414 287 messages ayant fait l'objet d'une analyse sémantique, 23,8 % comportaient le hashtag #ActuallyAutistic. Et, en moyenne, ces derniers exprimaient moins de joie (27,1 % versus 60,4 %), et plus de tristesse (52,7 % versus 21,1 %) que les autres messages. Ceci montre un besoin de soutien accru et d'une meilleure acceptation de la communauté autiste (en ligne comme dans la société), avec des implications pour les politiques publiques et les programmes d’inclusion

## Prises de position et revendications

### Maintien du diagnostic de syndrome d'Asperger
Lors des débats concernant la place du syndrome d'Asperger dans le manuel DSM-5 en 2013, des personnes diagnostiquées Asperger, telles que Liane Holliday Willey et Temple Grandin, se sont opposés à la disparition de ce diagnostic, en revendiquant l'existence d'une vaste communauté Asperger qui se désigne comme telle,. Carley, autiste Asperger et directeur du Global and Regional Asperger Syndrome Partnership, a fait valoir qu'il est plus difficile de se désigner comme étant autiste que comme étant Asperger,. D'autres personnes ont souligné le risque que les Asperger soient désormais exclus du diagnostic d'autisme. Certaines personnes Asperger ont accepté et même revendiqué leur appartenance à « la communauté plus vaste des autistes », d'autres ont mal vécu la perte de leur statut d'Asperger, vu comme un statut d'élite au sein des troubles du spectre de l'autisme.

## Controverses

### Communautarisme
L'organisation entre personnes autistes est parfois accusée de communautarisme. Le psychanalyste français Jacques Hochmann dénonce le « communautarisme dans la bataille de l'autisme », en opposant le militantisme des associations de parents à celui des personnes autistes. Le philosophe et docteur en sciences sociales Josef Schovanec souligne dans son rapport officiel que la peur du communautarisme en matière d'autisme est typiquement française, ce questionnement n'ayant pas cours dans les pays anglo-saxons qui, d'après lui, « ne sombrent pas dans le communautarisme tant redouté ». D'après la sociologue française Brigitte Chamak, les membres de la première association francophone historique entre personnes autistes, SATEDI, n'adoptent ni le discours communautariste ni la défense de la neurodiversité propres aux militants anglophones.

### Représentativité des différents niveaux de TSA
Lorsqu'une personne autiste prend la parole pour défendre les droits de sa communauté, elle est souvent accusée de « ne pas être assez autiste », ou du moins, pas assez pour représenter les personnes ayant des formes d'autisme dites « sévères »,.